# 가가군

오카야마현 가가군의 위치(노랑)

가가군(일본어: 加賀郡)은 일본 오카야마현의 군이다.
인구 10,045명, 면적 268.78km², 인구밀도 37.4명/km².(2025년 3월 1일, 추계인구)
이하 1정으로 구성된다.
- 기비추오정(吉備中央町)

## 역사
2개 군에 걸친 시정촌 합병에 의해 2004년에 신설된 군으로, 5개의 새 정명 후보 중 합병 전의 정명에서 1자씩 취하여 군명으로 했다.
- 2004년 10월 1일 - 조보군 가요정과 미쓰군 가모가와정이 합병하여, 기비추오정이 발족. 기비추오정의 구역으로 가가군을 신설.(1정)